# Шудрава Марія Михайлівна
Марія Михайлівна Шудрава (псевдо: «Женя»; 15 жовтня 1921, м. Ходорів, Жидачівський район, Львівська область – 8 липня 1947, прис. Ставки с. Арламівська Воля, Мостиський район, Львівська область) – діячка ОУН та УПА, лицарка Бронзового хреста заслуги УПА.

## Життєпис
Референтка УЧХ Бібрецького повітового (1943-03.1944), а відтак Яворівського надрайонного (03.1944-07.1947) проводів ОУН. Займалася медичним забезпеченням куреня УПА «Переяслави», організацією повстанських шпиталів.   
Загинула в бою з опергрупою МДБ в оточеному господарстві Євфросини Дутко. У безвихідному становищі підірвалась гранатою, щоб живою не потрапити в руки ворога.  

## Нагороди
- Згідно з Рішенням ГВШ УПА від серпня 1946 р. і Наказом військового штабу воєнної округи 2 «БУГ» ч. 21 від 5.09.1946 р. співробітниця УЧХ тактичного відтинку 15 «Розточчя» Марія Шудрава – «Женя» нагороджена Бронзовим хрестом заслуги УПА.

## Вшанування пам'яті
- 20.05.2018 р. від імені Координаційної ради з вшанування пам’яті нагороджених Лицарів ОУН і УПА у м. Жидачів Львівської обл. Бронзовий хрест заслуги УПА (№ 054) переданий Мирославі Решетило, сестрі Марії Шудрави – «Жені».